# まるい商事
まるい商事有限会社（まるいしょうじ）は、北海道苫小牧市に本社を置いていた不動産会社である。
北海道の老舗デパートである「丸井今井」と似たロゴを使用しているが、関係性はない。

## 概要
苫小牧市内で「ハイツまるい」というアパート、マンションの所有および賃貸管理を手掛けていた。
ピーク時の1992年12月期には売上高16億9800万円を計上していたが、他の物件との競合により入居率が低下。設備投資不動産取得に伴う借入金の負担が過大となっていたため、所有物件の売却を進めた。2015年12月期の売上高は1億5500万円まで減少し、不動産の売却による多額の損失計上などから債務超過を余儀なくされていた。
2019年8月に民泊事業「民泊苫小牧ハスカップ」を開始したものの、新型コロナウイルス感染拡大の影響で中国人観光客の宿泊予約のキャンセルが相次ぎ、再度の資金ショートを起こし、負債総額約9億8000万円で事業を停止した。

## 沿革
- 1965年 - 創業
- 1983年10月4日 - 設立
- 2020年4月9日 - 事業停止

## 現状
- 苫小牧市内で「ハイツまるい№○○」というアパート、マンションを多数管理している。総戸数は1100室。
- 苫小牧市内では幹線道路に近い場所や、鉄道駅の近くに管理物件を持っており、交通の便のよさが強みの不動産会社である。
- まるい商事から物件オーナーへ滞納することがある。「〇日まで振り込みます」と言われてもその日まで振り込まれないことが多々ある。